# Hyphaene thebaica
La palma dum (Hyphaene thebaica (L.) Mart., 1838) è una specie di palma della sottofamiglia delle Coryphoideae, originaria dell'Africa Orientale.

## Descrizione
È una palma decidua, con fusto alto sino a 17 m, del diametro di circa 90 cm, che si suddivide dicotomicamente assumendo una caratteristica forma a "Y", carattere che consente di distinguerla da tutte le altre palme africane.

Le foglie sono a forma di ventaglio, lunghe sino a 1,8 m.

È una specie dioica, con piante maschili e piante femminili. L'infiorescenza è simile in entrambi i sessi, lunga sino a 1,2 m, ramificata. L'infiorescenza femminile produce piccoli frutti legnosi, persistenti, lunghi 6–8 cm, lisci, cuboidali, di colore bruno brillante, ciascuno contenente un singolo seme di colore bianco-avorio.

## Distribuzione e habitat
L'areale della specie si estende dall'Africa nord-orientale (Ciad, Gibuti, Eritrea, Somalia, Sudan) sino all'Africa centro-occidentale (Camerun, Repubblica Centrafricana, Benin, Burkina Faso, Costa d'avorio, Gambia, Ghana, Mali, Mauritania, Niger, Nigeria, Senegal, Sierra Leone, Togo), all'Egitto e alla penisola arabica.

## Usi

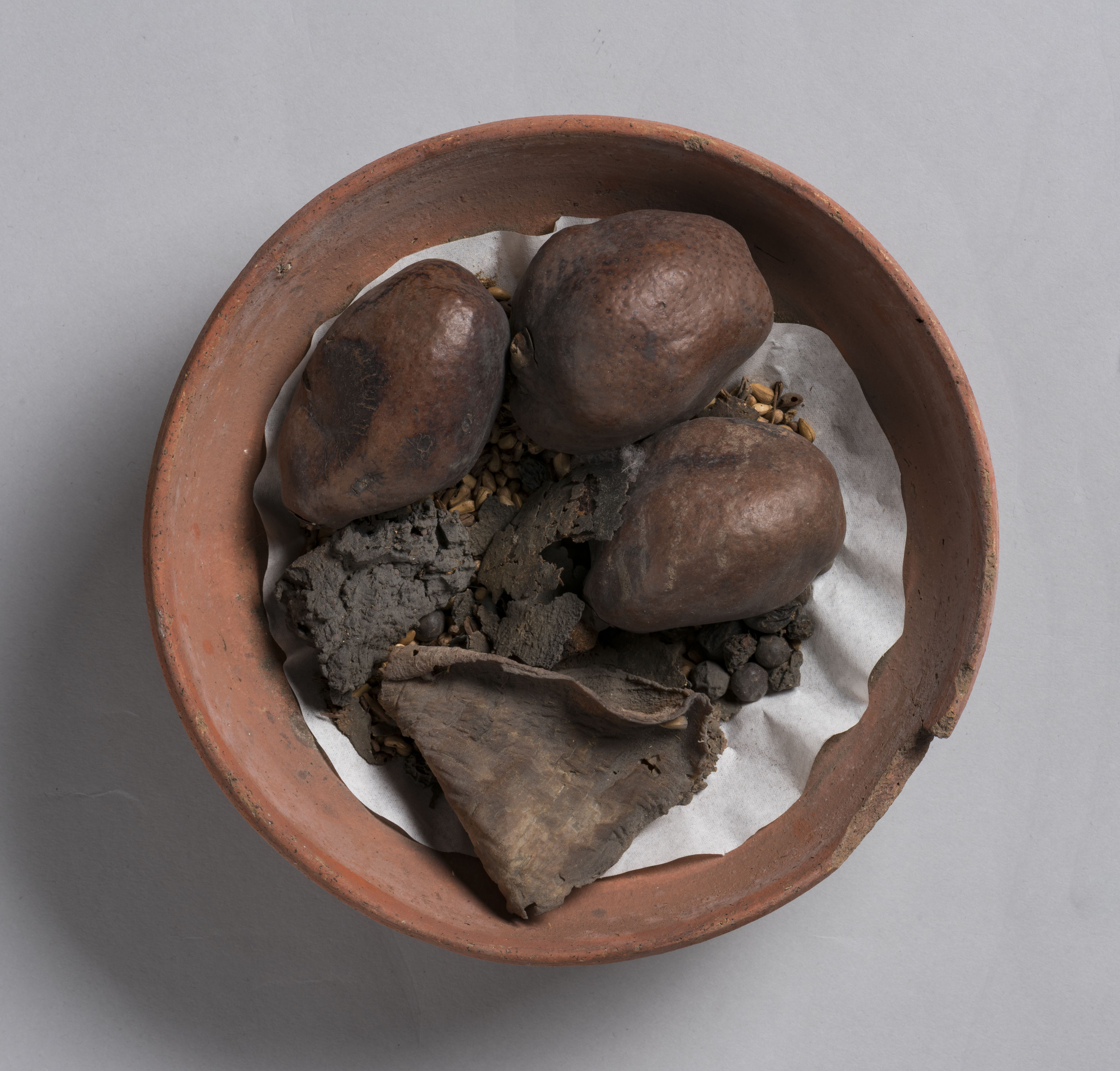
Coppa con semi, tre noci dum e pesci essiccati, ritrovata nella tomba di Kha e Merit, tra il 1425 e il 1353 a.C. Museo Egizio, Torino.

### Usi rituali
La palma dum era considerata sacra dagli Antichi Egizi e semi della pianta sono stati trovati nelle sepolture di molti faraoni tra cui quella di Tutankhamon.

### Usi commerciali
Durante il periodo coloniale italiano, la palma dum ebbe una notevole importanza commerciale perché dai suoi semi veniva tratto il cosiddetto "avorio vegetale" per la fabbricazione dei bottoni in sostituzione del corozo proveniente dal Sud America. Vennero anche aperti stabilimenti industriali per la semi-lavorazione del prodotto a Cheren e ad Agordat. Dopo la guerra l'importanza della palma dum andò via via diminuendo essendo progressivamente sostituita sui mercati da prodotti di origine petrolchimica.